# Sphaerostylis
Sphaerostylis é um género botânico pertencente à família Euphorbiaceae.
Plantas encontradas nas regiões tropicais da África oriental, Madagascar e oeste da Malesia.

## Sinonímia
Tragiella Pax & K.Hoffm..

## Espécies
Composto por 8 espécies:
| - Sphaerostylis anomala - Sphaerostylis cordata - Sphaerostylis frieseana - Sphaerostylis glabrata | - Sphaerostylis malaccensis - Sphaerostylis natalensis - Sphaerostylis perrieri - Sphaerostylis tulasneana |

## Nome e referências
Sphaerostylis Baill.